# Taikyoku
Taikyoku – rodzaj ćwiczeń (kata) z grupy Taikyoku należących do tzw. Kihon-Kata. Zostały one stworzone nie na podstawie konkretnych sytuacji wziętych z pola bitwy, lecz na potrzeby szkoleniowe, ponieważ kata, które były ich pierwowzorami, były zbyt trudne do nauczenia się dla osób początkujących. Twórcą ich był Yoshitaka Funakoshi, syn „ojca współczesnego karate” Gichina Funakoshiego. Są trzy podstawowe odmiany tego kata:
- Taikyoku Shodan (poziom pierwszy)
- Taikyoku Nidan (poziom drugi)
- Taikyoku Sandan (poziom trzeci)

Każde z wymienionych kata jest osobnym układem. Zaimki shodan, nidan, sandan określają poziom trudności ćwiczenia – są to japońskie liczebniki. Nazwa kata Taikyoku w tłumaczeniu na język polski oznacza: „początek”. Oprócz tego istnieją inne grupy niż Taikyoku (np. Heian).